# Rio Don (Inglaterra)
O rio Don (em lugares específicos: Dun) é um rio da Inglaterra que corre no leste do país, principalmente em South Yorkshire e desagua no condado de East Riding of Yorkshire. O Don tem 112 quilómetros de comprimento e é afluente do rio Ouse, o sexto rio mais longo do Reino Unido.
O Don nasce do Depósito de Winscar, no parque nacional do Distrito dos Picos a uma altitude de 400m. A primeira localidade ao seu lado é Millhouse Green, e a primeira vila é Penistone. Mais tarde o Don corre na vila de Stocksbridge, e na sua única cidade, Sheffield. Passa em Sheffield junto ao Estádio Hillsborough. Depois de Mexborough e Conisborough o Don entra em Doncaster.
Desaguava no rio Trent até 1620, quando foi trocado pelo engenheiro neerlandês Cornelius Vermuyden, para reclamar terra como no seu país. O canal que toma o Don para o Ouse chama-se Dutch River (Rio Neerlandês). A última vila antes do final do Don é Goole em East Riding of Yorkshire.